# آيت تاهلا (سيدي كاوكي)
آيت تاهلا هي إحدى مشيخات المملكة المغربية، تتبع جغرافيا لإقليم الصويرة وإداريًا لسيدي كاوكي. يقدر عدد سكانها بـ 4716 نسمة حسب الإحصاء الرسمي للسكان والسكنى لسنة 2004.